# Classe Albatroz
A classe Albatroz foi um tipo de lancha de fiscalização em serviço na Marinha Portuguesa. Atualmente encontram-se duas lanchas ao serviço da Componente Naval das Força de Defesa de Timor Lorosae (FDTL). Estas embarcações foram construídas em 1974 e 1975 no Arsenal do Alfeite.
Na Marinha Portuguesa as lanchas da classe Albatroz têm vindo a ser substituídas pelas das classes Argos e Centauro. Em 2002, as lanchas NRP Albatroz e NRP Açor foram transferidas para a FDTL, tornando-se as primeiras embarcações de combate da sua componente naval.

## Unidades

### Marinha Portuguesa
| Número de Amura             | Nome                               | Comissão    | Estado                                               |
| --------------------------- | ---------------------------------- | ----------- | ---------------------------------------------------- |
| P 1162                      | NRP Albatroz                       | 1974 - 2002 | Transferida para Timor Lorosae como Oecusse, em 2002 |
| P 1163                      | NRP Açor                           | 1974 - 2002 | Transferida para Timor Lorosae como Ataúro, em 2002  |
| P 1164                      | NRP Andorinha                      | 1975 - 1999 | Desativada                                           |
| P 1165                      | NRP Águia                          | 1975 - 2016 | Desativada                                           |
| P 1166 UAM 630 (desde 1999) | NRP Condor UAM Condor (desde 1999) | 1974 - 2021 | Desativada                                           |
| P 1167                      | NRP Cisne                          | 1976- 2018  | Desativada                                           |

### Policia Marítima e Fiscal de Macau
B-1 Mondego
B-3 Tejo
B-4 Douro

### Componente Naval das Forças de Defesa de Timor Lorosae
| Número de Amura | Nome    | Comissão | Estado                           |
| --------------- | ------- | -------- | -------------------------------- |
| P 101           | Oecusse | 2002 -   | Em serviço. Antiga NRP Albatroz. |
| P 102           | Ataúro  | 2002 -   | Em serviço. Antiga NRP Açor.     |